# Extensaleyrodes akureensis
Extensaleyrodes akureensis là một loài côn trùng cánh nửa trong họ Aleyrodidae, phân họ Aleyrodinae.
Extensaleyrodes akureensis được Mound miêu tả khoa học đầu tiên năm 1965.